# Eridachtha calamopis
Eridachtha calamopis är en fjärilsart som beskrevs av Edward Meyrick 1920. Eridachtha calamopis ingår i släktet Eridachtha och familjen Lecithoceridae. Inga underarter finns listade i Catalogue of Life.